# Wennbüttel
Wennbüttel è un comune di 79 abitanti dello Schleswig-Holstein, in Germania.
Appartiene al circondario (Kreis) del Dithmarschen (targa HEI) ed è parte della comunità amministrativa (Amt) di Mitteldithmarschen.